# Пайнтен
Пайнтен (нім. Painten) — громада в Німеччині, знаходиться в землі Баварія. Підпорядковується адміністративному округу Нижня Баварія. Входить до складу району Кельгайм.
Площа — 13,77 км2. Населення становить 2266 ос. (станом на 31 грудня 2020).